# فهد بلان
فهد بلّان (22 مارس 1933 - 24 ديسمبر 1997)، فنان ومطرب سوري، اشتَهَرت أغانيه التي ما زالت تُغنَّى حتى اليوم، واشتَهَر بصوته الجبَلي الفخم، وحقَّق انتشارًا واسعًا في أرجاء الوطن العربي.

## سيرته
ولد في السويداء في سوريا لعائلة درزية سورية، مقابل المجلس الغربي وكان والده حمود من مشاهير القوة الجسدية والكرم ولكن بعد تفتت أسرة فهد بلان غادر مع والدته من قرية ملح، وعمل فهد بلان في كثير من الأعمال الجسدية، ومن أحد الأعمال أن عمل مرافق سائق باص من وإلى دمشق، اشترك في مسابقة فنية وأدّى أغنية الفنان الكبير فريد الأطرش في أغنية (تطلع يا قمر بالليل) ونجح بشكل كبير. بعد ذلك في دمشق تقدّم إلى الإذاعة السورية وعمل في كورس الإذاعة إلى حين كانت أغنيته الأولى مع سحر (آه يا قليبي) وبعدها (آه يا غزال الربى) التي لُحّنت من قبل رجل غير موسيقي على إيقاع عزف من قبله على الطاولة.

## نجوميته
تعرف على الملحن الرائع والأب الموسيقي الحقيقي للظاهرة الفنية في الأغنية العربية والسورية عبد الفتاح سكر الذي لحّن له مجموعة من الأغاني الشهيرة مثل «واشرح لها»، و«جس الطبيب»، و«لاركب حدك يالماتور»، و«تحت التفاحة»، و«يا عيني لا تدمعي»، و«هالأكحل العينين»، و«يا سالمة» و«يا ساحر العينين» و«يا بنات المكلا». ويعتبر هو وراء نجومية المطرب فهد بلان وعلى هذا الموتور الفضائي أصبح فهد بلان صاروخاً فنياً استطاع أن يصل النجومية بأسرع بكثير من سرعة الضوء. وأصبح أحد المطربين المميزين في سوريا وقدٌم في الإذاعة السورية الكثير من الأغاني ومن الجدير بالذكر أنه سافر إلى مصر يحمل بجعبته الفنية الأغاني التالية التي كانت مسجٌلة في إذاعة دمشق (الإذاعة السورية):
الموتور، واشرح لها، آه يا قليبي، يا سالمة، ألفين سلام. حجزت صالات العرض في القاهرة لأسابيع مقدماً مع العلم بأن عمالقة الفن العربي كانوا جميعهم على قيد الحياة. حتى فترة قصيرة أصبح يعد أحد المطربين العشرة الأوائل في الوطن العربي.

## حياته الخاصة
تزوج الفنانة المصرية مريم فخر الدين والفنانة اللبنانية آمال عفيش، وزوجته الأخيرة إسعاف حمزة أنجب منها إيهاب بلان. جمعته قصة حب مع الفنانة صباح إلا أنه لم يتزوَّجها.

## أعماله

صورة فهد بلان على غلاف مجلة الشبكة الإصدار رقم رقم 497 -التاريخ الإثنين 2 أغسطس/آب 1965.

في السينما
- يا سلام ع الحب
- الكواكب
- عاريات بلا خطيئة
- أنت عمري
- أفراح الشباب
- عقد اللولو
- سلطانة
- البنك
- ليالي الشرق
- حبيبة الكل
- القاهرون
- لهيب الجسد
- أين حبي
- فرسان الغرام
- لسنا ملائكة

في التلفزيون
- أنا أنت
- عجيب أفندي

## روابط خارجية
- فهد بلان على موقع IMDb (الإنجليزية)
- فهد بلان على موقع ميوزك برينز (الإنجليزية)
- فهد بلان على موقع ديسكوغز (الإنجليزية)